# Бебек (мечеть)
Мече́ть Бебе́к (тур. Cihangir Camii) также известна, как Мечеть Хюмайун-у Абад (тур. Hümayûn-u Âbad Camii) — мечеть в микрорайоне Бебек района Бешикташ в европейской части Стамбула.

## История
Первоначально мечеть была построена по приказу Дамад Ибрагима-паши в честь султана Ахмеда в 1725—1726 годах. Мечеть примыкала к прибрежному дворцу Хюмаюнабад, который был снесён по приказу султана Абдул-Меджида в 1846 году. Мечеть осталась стоять недалеко от общественного парка у паромной пристани.
Новую мечеть возвёл на месте старой в 1913 году знаменитый архитектор Кемаледдин по приказу суперинтенданта благотворительных фондов Мустафы Хайры Эфенди. Мечеть была построена из тёсаного песчаника и украшена традиционными изразцами в бледных красных и голубых тонах. Экседры по углам накрыты полукуполами. Молельный зал увенчан куполом на высоком барабане и соединён с трёхарочной галерей; вход в галерею, украшенный декоративной плиткой с элементами каллиграфии, был застеклён в 1991 году. Михраб заключён в высокую нишу, справа от него находится деревянный минбар. В урашении мечети приняли участие эксперты каллиграфии Исмаил Хакки-бей и Маджид-бей.